# Træskib
 Denne artikel omhandler overvejende eller alene danske forhold. Hjælp gerne med at gøre artiklen mere almen.
Mennesker har bygget træskibe helt tilbage i historien. Danmark har stadig en beholdning af bevaringsværdige skibe, hvoraf mange er bygget i træ.
Det 23 meter lange egetræsskib Nydambåden stammer fra år 320 e. Kr. Det blev fundet i 1863 i Nydam Mose. Et af de ældste træskibe er hjortspringsbåden fra 350 f.Kr..
 Det største eksisterende træskib i verden[kilde mangler] er Fregatten Jylland bygget i 1860 og bevaret som museumsskib i Ebeltoft.

## Kendte danske træskibe[2]
- Fragtgalease Vanja af 1951
- Skonnerter Mira, Saga, Freia, Fulton, Fylla, Halmø, Johanne, Lilla Dan, Lovise Moland, Marilyn Anne, Jens Krogh, (snurrevodskutter ) Maja, Martha, Meta, Brigantinen Lille Bjørn, Brita Leth, Fembøringer Åfjordsbådene, Galeaser Anna Møller, Donna Wood (ex fyrskib), Frem, Haabet, Havet, Hjalm, Skibladner II, Anna Elise (snurrevodskutter), W. Klitgaard (hajkutter), Yukon. Jagter Jensine, Solvang, Barkentinen Loa
- Tremastede skonnerter Den Store Bjørn
- Kapsejlere Margot og Bellina (begge SSB – Sydskandinavisk Klassebåd B) fra henholdsvis 1927 og 1928.

Men der findes mange flere, og hvis man vil læse så blodet suser om at sejle træskib, findes blandt andet flere bøger om Monsunen, som digteren Knud Andersen sejlede jorden rundt i 1930'erne.

## Eksterne links
Dansk Forening for Ældre Lystfartøjer
Danmarks Museum for Lystsejlads, Valdemar Slot
Margot (SSB – Sydskandinavisk Klassebåd B) Arkiveret 18. november 2009 hos  Wayback Machine